# Your Sugar Sits Untouched
Your Sugar Sits Untouched é um relançamento parcial do livro de poesia de Emilie Autumn de 2001, Across The Sky & Other Poems. Ele inclui sete novos poemas e um CD de áudio de todos os 45 poemas do livro, falados por Emilie Autumn. Uma edição limitada com 3 mil cópias foi criado e distribuidos mundialmente. Em 2008, ele foi relançado no iTunes.

## Faixas

### Disco 1
| N.º | Título                                 | Duração |  |
| 1.  | "Your Sugar Sits Untouched"            | 0:07    |  |
| 2.  | "Goodbye"                              | 2:17    |  |
| 3.  | "The Day You Love"                     | 3:25    |  |
| 4.  | "At What Point Does A Shakespeare Say" | 0:34    |  |
| 5.  | "Blackbird Sonnets"                    | 2:42    |  |
| 6.  | "Constant"                             | 1:20    |  |
| 7.  | "Ghost"                                | 2:33    |  |
| 8.  | "How to Break A Heart"                 | 0:56    |  |
| 9.  | "Rant I"                               | 0:42    |  |
| 10. | "In Praise of Cyrano"                  | 0:51    |  |
| 11. | "So Many Fools"                        | 2:09    |  |
| 12. | "The Ballad of Mushroom Down"          | 3:28    |  |
| 13. | "The One"                              | 1:19    |  |
| 14. | "Space"                                | 0:30    |  |
| 15. | "Alas (The Knight)"                    | 8:26    |  |
| 16. | "A Letter From A Friend"               | 1:33    |  |
| 17. | "A Plea to the Dying"                  | 3:54    |  |
| 18. | "Close"                                | 0:31    |  |
| 19. | "Dreams"                               | 1:51    |  |
| 20. | "Everybody's Girl"                     | 0:46    |  |
| 21. | "Empty"                                | 0:46    |  |
| 22. | "Homesick Sonnets"                     | 2:50    |  |
| 23. | "Rant II"                              | 0:59    |  |
| 24. | "Little Boy"                           | 2:06    |  |

### Disco 2
| N.º | Título                    | Duração |  |
| 1.  | "Smirking Girl"           | 1:07    |  |
| 2.  | "Try My Best"             | 1:21    |  |
| 3.  | "Nearer Than You"         | 1:51    |  |
| 4.  | "The Muse"                | 1:17    |  |
| 5.  | "The Music I Heard Once"  | 1:40    |  |
| 6.  | "If You Could Only Know"  | 1:15    |  |
| 7.  | "Funny How Things Change" | 1:57    |  |
| 8.  | "I Didn't Mean You"       | 0:52    |  |
| 9.  | "If"                      | 0:46    |  |
| 10. | "Visions"                 | 2:15    |  |
| 11. | "By the Sword"            | 2:10    |  |
| 12. | "Didn't"                  | 0:30    |  |
| 13. | "If You Feel Better"      | 1:36    |  |
| 14. | "Two Masks"               | 0:39    |  |
| 15. | "What Right Have I"       | 1:00    |  |
| 16. | "WOMAN"                   | 0:50    |  |
| 17. | "I Cried For You"         | 0:26    |  |
| 18. | "Rapunzel Sonnets"        | 5:47    |  |
| 19. | "Never Tasted Tears"      | 4:48    |  |
| 20. | "Jump the Track"          | 1:55    |  |
| 21. | "On Artistic Integrity"   | 3:14    |  |
| 22. | "Manipulation"            | 1:20    |  |